# Dance Me to the End of Love
"Плеши са мном до краја љубави"- је песма Леонарда Коена из 1984. Први пут ју је извео Коен на свом албуму из 1984. Различите позиције. Песму су снимили бројни уметници и у 2009. години је описана као "песма на ивици да постане стандард".

## Леонард Коен оригинална верзија
"Плеши са мном до краја љубави" - је песма Леонарда Коена из 1984. Први пут ју је извео Коен на свом албуму из 1984. Различите позиције.  Песма прати типичан грчки "Сертаки" плесни корак, вероватно инспирисана Коеновом дуготрајном повезаношћу са грчким острвом Хидра. Од тада су је снимили разни уметници, и описана је као "песма на ивици да постане стандард".
Иако је структурирана као љубавна песма, "Плеши са мном до краја љубави" заправо је инспирисана Холокаустом. У једном од интервјуа, Коен је рекао о песми:
| " | 'Занимљиво је како је песма почела, јер порекло песме, свака песма, има неко зрно или семе које ти је неко ставио у руке или ти је свет ставио у руке и то је разлог зашто је тако мистериозан процес писања песме. Али, ова је дошла само из слушања или читања или сазнања да је у логорима смрти, у близини крематоријума, у неким од логора смрти, гудачки квартет био приморан да свира до се овај ужас одвија, то су били они људи, чија је судбина такође била овај ужас. И они би свирали класичну музику, док су им другови убијани или спаљивани. Тако да је та музика, "Отплешимо до твоје лепоте уз виолину у пламену", значи лепоту живљења живота, постојање самог краја живота, крај овог постојања и страствени елемент његовог коришћења. Али, то је исти језик који користимо да се предамо драгој особи, тако да је песма — то није важно да ли неко зна њен настанак, јер ако језик песме потиче извора страсти, он ће бити у стању да прихвати сву страствену активност. | " |

У 1996. години Welcome Books је објавио књигу Плеши са мном до краја љубави, као део њихове "Уметност & Поезија" серијала, која је укључивала текст песме заједно са сликама Анри Матиса.

### Графика
| Распоред (2016)    | Врхунац положај |
| ------------------ | --------------- |
| Француска (SNEP)   | 42              |
| Portugal (AFP)     | 67              |
| Spain (PROMUSICAE) | 14              |

## Верзија Мадлене Пеиру
Џез певачица Мадлен Пеиру укључила је "Плеши са мном до краја љубави" на њен други соло албум, Безбрижна љубав (2004). Објављена као други сингл са албума и постала је део њене концертна сет-листе од тада.
Верзија Мадлен Пеиру је укључена у пети и последњи саундтрак серије Блиски пријатељи, као и на саундтрак компјутерскe игрe из 2009.  Диверзант.
Интервјуишући Пеиру у 2012. години, Хафингтон Пост је описао песму као " ... несумњиво, један од најсветлијих тренутака савремене музике."

## Друге верзије
- Thalia Zedek – на њеном албуму из 2001. Been Here and Gone
- Καλογιάννης Αντώνης  – на грчком, под именом Mono Agapi (Only love)
- Yiannis Parios – на грчком, под именом Mono Agapi (Only love)[тражи се извор]
- Jorge Drexler – на његовом албуму из 2008. Cara B[тражи се извор]
- Misstress Barbara – on her 2009 album I'm No Human[тражи се извор]
- Mark Seymour – in the 2003 Australian television drama CrashBurn
- The Civil Wars – on their albums Live at Eddie's Attic (2009) and Barton Hollow (2011)
- Patricia O'Callaghan – on her 2012 album Matador: The Songs of Leonard Cohen
- Klezmer Conservatory Band – on their 2000 album Dance Me to the End of Love.[7]
- Zorita – on their 2012 album "Amor Y Muerte"
- Dustin Kensrue (of Thrice) – on his 2016 live covers album Thoughts That Float on a Different Blood
- Antonis Kalogiannis - на његовом албуму Se Anypopto Chrono[8]

## Сликарство
Шкотски сликар Jack Vettriano је насликао рад под истим именом. Он је такође насликао још две слике инспирисане песмама Леопнарда Коена: једну на основу Коенове новеле Дивни губитници и другу инспирисану његовом песмом "Птица на жици". Када су га питали у Desert Island Discs, Ветриано је поменуо албум Леонарда Коена I'm Your Man као једну од својих омиљених плоча.